# Plimerita
La plimerita és un mineral de la classe dels fosfats, que pertany al grup de la rockbridgeïta. Rep el seu nom del professor Ian Plimer, professor de Geologia Minera a la Universitat d'Adelaida i professor emèrit de Ciències de la Terra a la Universitat de Melbourne, en reconeixement de les seves contribucions a la geologia dels dipòsits minerals, i en particular a la geologia del dipòsit de Broken Hill.

## Característiques
La plimerita és un fosfat de fórmula química ZnFe3+
4(PO₄)₃(OH)₅. Va ser aprovada com a espècie vàlida per l'Associació Mineralògica Internacional l'any 2008. Cristal·litza en el sistema ortoròmbic. És un mineral isostructural amb la frondelita i la rockbridgeïta.
Segons la classificació de Nickel-Strunz, la plimerita pertany a «08.BC - Fosfats, etc. amb anions addicionals, sense H₂O, només amb cations de mida mitjana, (OH, etc.):RO₄ > 1:1 i < 2:1» juntament amb els següents minerals: angelel·lita, frondelita, rockbridgeïta i aerugita.

## Formació i jaciments
Va ser descoberta al tall obert anomenat Block 14, a Broken Hill, al comtat australià de Yancowinna, a Nova Gal·les del Sud. També ha estat descrita a Reaphook Hill (Austràlia Meridional); a Krásno (Bohèmia, República Txeca); a la mina La Paloma, a Zarza la Mayor (Càceres, Espanya); a la mina Padrão, a Manhouce (Viseu) i a la mina Sítio do Castelo, a Folgosinho (Guarda), a Portugal); i als camps de pegmatites d'Argelers de la Marenda, a la serra de l'Albera (Pirineu Oriental, Catalunya Nord), l'únic indret a dins dels territoris de parla catalana on ha estat trobada.